# Nairitz
Nairitz ist ein Gemeindeteil der Gemeinde Speichersdorf im Landkreis Bayreuth (Oberfranken, Bayern). Die Gemarkung Nairitz hat eine Fläche von 1,592 km². Sie ist in 213 Flurstücke aufgeteilt, die eine durchschnittliche Fläche von 7423,23 m² haben. In ihr liegen neben dem namensgebenden Ort die Gemeindeteile Kellerhut und Weiherhut.

## Geografie
Das Dorf bildet mit Koditz im Südwesten eine geschlossene Siedlung. Diese liegt etwa drei Kilometer südwestlich von Speichersdorf im Tal des Erlbaches, eines rechten Zuflusses der Haidenaab, und naturräumlich zwischen der südwestlichen Fränkischen Schweiz und dem nordwestlichen Fichtelgebirge. Der ehemals frei mäandernde Erlbach wurde nördlich des Schlosses begradigt und speiste den Weiher, der heute verlandet oder zugeschüttet ist. Nordwestlich des Schlosses befanden sich vergangene private Grabstätten. Dort sind zwei Kastanienbäume als Naturdenkmäler geschützt.
Die Kreisstraße BT 20 führt nach Windischenlaibach zur Staatsstraße 2184 (1,1 km nördlich) bzw. nach Frankenberg (1,9 km südwestlich). Eine von der BT 20 abzweigende Gemeindeverbindungsstraße führt an Weiherhut vorbei nach Sorg (1,3 km östlich). Anliegerwege führen nach Forsthaus (0,6 km südlich) und nach Kellerhut (0,4 km nördlich).
Die Bayerische Uraufnahme zeigt Nairitz in den 1810er Jahren als ein Haufendorf mit 29 Herdstellen und einem Weiher.

## Geschichte
Die Hochgerichtsbarkeit über das Rittergut Nairitz stand dem Kurfürstlichen Landrichteramt Waldeck-Kemnath zu. Der Ort und sein Schloss waren seit dem 15. Jahrhundert ein Stammsitz derer von Lindenfels. Zuletzt war das Rittergut in den Händen der Familie Zerzog, die erfolglos versuchte, ein Patrimonialgericht zu errichten. Anfang des 19. Jahrhunderts bestand Nairitz aus 25 Tripfhäuseln, bewohnt von „armselige[n] hintersassen“, von denen nur vier über genug Liegenschaften verfügten, um überhaupt Vieh halten zu können. Die Familie Zerzog konnte den Adelsstand nicht nachweisen.
Infolge des Gemeindeedikts wurde Nairitz dem 1808 gebildeten Steuerdistrikt Plössen zugewiesen. 1818 wurde die Ruralgemeinde Nairitz gegründet, zu der Kellerhut und Weiherhut gehörten. Sie war in Verwaltung und Gerichtsbarkeit dem Landgericht Kemnath zugeordnet und in der Finanzverwaltung dem Rentamt Kemnath. Am 1. Oktober 1857 wurde die Gemeinde an das Landgericht Weidenberg und dem Rentamt Bayreuth  (1919 in Finanzamt Bayreuth umbenannt) überwiesen. Ab 1862 gehörte Nairitz zum Bezirksamt Bayreuth (1939 in Landkreis Bayreuth umbenannt). Die Gerichtsbarkeit blieb beim Landgericht Weidenberg (1879 in Amtsgericht Weidenberg umgewandelt), seit 1931 ist das Amtsgericht Bayreuth zuständig. Die Gemeinde hatte 1964 eine Gebietsfläche von 1,582 km². Im Zuge der Gebietsreform in Bayern wurde die Gemeinde Nairitz am 1. April 1971 in die Gemeinde Windischenlaibach eingegliedert, die ihrerseits am 1. Juli 1972 nach Speichersdorf eingemeindet wurde.

### Ehemaliges Baudenkmal
- Schloss Nairitz[15]

### Einwohnerentwicklung

#### Gemeinde Nairitz
| Jahr      | 1824  | 1840   | 1852   | 1855   | 1861   | 1867   | 1871   | 1875   | 1880   | 1885   | 1890   | 1895   | 1900   | 1905   | 1910   | 1919   | 1925   | 1933   | 1939   | 1946   | 1950   | 1952   | 1961   | 1970   |
| Einwohner | 161   | 211    | 220    | 208    | 216    | 211    | 196    | 242    | 208    | 192    | 178    | 198    | 160    | 180    | 184    | 179    | 172    | 157    | 143    | 197    | 188    | 186    | 153    | 149    |
| Häuser    | 35    |        |        |        |        |        | 38     |        |        | 39     | 35     |        | 35     |        |        |        | 37     |        |        |        | 31     |        | 30     |        |
| Quelle    | [ 9 ] | [ 17 ] | [ 17 ] | [ 17 ] | [ 18 ] | [ 19 ] | [ 20 ] | [ 21 ] | [ 22 ] | [ 23 ] | [ 24 ] | [ 17 ] | [ 25 ] | [ 17 ] | [ 26 ] | [ 17 ] | [ 27 ] | [ 17 ] | [ 17 ] | [ 17 ] | [ 28 ] | [ 17 ] | [ 12 ] | [ 29 ] |

#### Ort Nairitz
| Jahr      | 001818 | 001824 | 001861 | 001871 | 001885 | 001900 | 001925 | 001950 | 001961 | 001970 | 001987 |
| Einwohner | 108    | 147    | 200    | 175    | 170    | 141    | 153    | 162    | 136    | 133    | 108    |
| Häuser    |        | 32     |        |        | 34     | 32     | 33     | 27     | 26     |        | 33     |
| Quelle    | [ 30 ] | [ 9 ]  | [ 18 ] | [ 20 ] | [ 23 ] | [ 25 ] | [ 27 ] | [ 28 ] | [ 12 ] | [ 29 ] | [ 1 ]  |

## Religion
Nairitz ist seit der Reformation gemischt konfessionell. Die Mehrheit war evangelisch-lutherisch und ursprünglich nach St. Veronika (Birk) gepfarrt. Seit der zweiten Hälfte des 20. Jahrhunderts ist die Pfarrei Christuskirche (Speichersdorf) zuständig.